# Limnichoderus imprioris
Limnichoderus imprioris is een keversoort uit de familie dwergpilkevers (Limnichidae). De wetenschappelijke naam van de soort werd in 1944 gepubliceerd door Richard Eliot Blackwelder.